# Neurosis
Neurosis és un grup estatunidenc de post-metal d'Oakland. Es va formar el 1985 inicialment com a banda de hardcore punk. El 1990, la formació va incorporar un teclista i un artista visual. En el seu tercer àlbum, Souls at Zero (1992), Neurosis va transformar el seu so hardcore incorporant influències diverses com el doom metal i la música industrial, esdevenint un actor important en l'aparició dels gèneres post-metal i sludge metal. Neurosis ha obtingut el reconeixement de la crítica al llarg de la seva trajectòria.

## Estil i influències
En una entrevista del 2000, Scott Kelly va reconèixer les influències de Black Flag, Pink Floyd, Die Kreuzen, Amebix, Jimi Hendrix, King Crimson, The Melvins, Celtic Frost i Hank Williams. En altres entrevistes, els membres del grup també han esmentat Throbbing Gristle, Joy Division, Black Sabbath, Crass, Voivod, Loop, Godflesh, Swans i Townes Van Zandt com a referents. El 2007, Steve Von Till va declarar que líricament ell i Kelly s'inspiraven en la literatura, fent al·lusió a escriptors com Cormac McCarthy, Jack London i Paul Bowles.
Nombroses bandes i artistes han citat Neurosis com una inspiració important, com ara Converge, Slipknot, Mastodon o Chelsea Wolfe.

## Discografia
Àlbums d'estudi
- Pain of Mind (1987)
- The Word as Law (1990)
- Souls at Zero (1992)
- Enemy of the Sun (1993)
- Through Silver in Blood (1996)
- Times of Grace (1999)
- A Sun That Never Sets (2001)
- Neurosis & Jarboe (2003)
- The Eye of Every Storm (2004)
- Given to the Rising (2007)
- Honor Found in Decay (2012)
- Fires Within Fires (2016)[18]